# Danny Boffin
Danny Boffin (Sint-Truiden, 10 luglio 1965) è un ex calciatore belga, di ruolo centrocampista.

## Palmarès
- Coppa del Belgio: 2

Liegi: 1989/1990
Anderlecht: 1993/1994
- Campionato belga: 3

Anderlecht: 1992/1993, 1993/1994, 1994/1995
- Supercoppe del Belgio: 2

Anderlecht: 1993, 1995